# Jan Reiff
Jan Willem Reiff (Zuilen, 5 mei 1949) is een Nederlands journalist.
Reiff begon na een korte periode als verslaggever bij Het Vrije Volk, zijn omroepcarrière bij de VARA-radio in 1972. Hij werkte mee aan de programma's Z.I., De stand van zaken en Dingen van de Dag. Vanaf 1985 was hij verslaggever voor Achter het Nieuws (VARA-televisie), in 1992 gevolgd door NOVA en vanaf 2010 Nieuwsuur.